# Fuchs (Erkelenz)
Fuchs is een historisch merk van motorfietsen.
Het merk werd gebouwd door Fahrzeugbau Jean Fuchs in het Duitse Erkelenz (Hindenburgstraße 30, heden Kölnerstraße). 
Van deze fabrikant is vrijwel niets bekend. Waarschijnlijk bestond het merk van 1921 tot 1925 en begon het met de productie van hulpmotoren, waarna een 169 cc tweetakt motorfiets volgde.
Een Fuchs is te bekijken in het Museum Rheinisches Feuerwehrmuseum in Lövenich, Erkelenz.
- Voor andere merken met de naam Fuchs, zie: Fuchs (Hallein) - Fuchs (Milaan).